# Protium warmingianum
Protium warmingianum är en tvåhjärtbladig växtart som beskrevs av March.. Protium warmingianum ingår i släktet Protium och familjen Burseraceae. Inga underarter finns listade i Catalogue of Life.